# Liste der Biografien/Hup
Liste der Biografien |
Portal Biografien |
Personensuche
# |
A |
B |
C |
D |
E |
F |
G |
H |
I |
J |
K |
L |
M |
N |
O |
P |
Q |
R |
S |
T |
U |
V |
W |
X |
Y |
Z |
?
 
Ha |
Hd |
He |
Hi |
Hj |
Hk |
Hl |
Hm |
Hn |
Ho |
Hr |
Hs |
Ht |
Hu |
Hv |
Hw |
Hy
 
Hua |
Hub |
Huc |
Hud |
Hue |
Huf |
Hug |
Huh |
Hui |
Huj |
Huk |
Hul |
Hum |
Hun |
Huo |
Hup |
Huq |
Hur |
Hus |
Hut |
Huu |
Huv |
Huw |
Hux |
Huy |
Huz
Die Liste der Biografien führt alle Personen auf, die in der deutschsprachigen Wikipedia einen Artikel haben. Dieses ist eine Teilliste mit 122 Einträgen von Personen, deren Namen mit den Buchstaben „Hup“ beginnt.

## Hup

### Hupa
- Hupach, Sigrid (* 1968), deutsche Politikerin (BSW, Die Linke), MdB
- Hupalupa, König des kanarischen Ureinwohnervolkes der Guanchen

### Hupe
- Hupe, Burkhard, deutscher Hörfunkmoderator
- Hupe, Christopher (* 1987), deutscher Politiker (Bündnis 90/Die Grünen), MdBB
- Hupe, Diedrich († 1498), deutscher Kaufmann und Bürgermeister der Hansestadt Lübeck
- Hupe, Dirk (* 1957), deutscher Fußballspieler
- Hupe, Dirk (1960–2021), deutscher Künstler
- Hupe, Erich (1932–1996), deutscher Rechtswissenschaftler
- Hupe, Jonas (* 1999), deutscher Fußballspieler
- Hupe, Klaus (1928–2024), deutscher Chirurg
- Hupe, Lucie (1930–2010), deutsche Gewerkschafterin, Betriebsratsvorsitzende von Telefunken
- Hupé, Pierre (1907–2003), französischer Paläontologe
- Hüpeden, Christoph (* 1578), deutscher Jurist, Ratsherr, Syndikus und Bürgermeister der Stadt Hann. Münden
- Hüpeden, Ernst Friedrich Georg (1789–1845), deutscher Verwaltungsjurist und Politiker im Königreich Hannover
- Hüpeden, Gustav (1850–1937), deutscher Gymnasialprofessor und Politiker (Deutschkonservativ), MdR
- Hupel, August Wilhelm (1737–1819), deutschbaltischer Pastor und Literat
- Hüpen, Rolf (* 1953), deutscher Wirtschaftswissenschaftler
- Hüper, Albert (1870–1956), österreichischer Industrieller und Politiker, Landtagsabgeordneter
- Hüper, Ernst-Georg (1926–1993), deutscher Politiker (SPD), MdL
- Hüper, Heinrich (1898–1983), deutscher Lehrer und Autor
- Hüper, Rolf (* 1947), deutscher Jurist und Hochschullehrer

### Hupf
- Hupfauer, Christian (* 1993), deutscher Snowboarder
- Hupfauer, Joshua (* 1999), deutscher Schauspieler
- Hupfauer, Paul (1747–1808), letzter Propst des Klosters Beuerberg, Hochschullehrer und Universitätsbibliothekar in Landshut
- Hupfauer, Siegfried (* 1941), deutscher Bergsteiger
- Hupfauer, Theo (1906–1993), letzter Reichsarbeitsminister der NS-Zeit
- Hupfauf, Lukas (* 1996), österreichischer Fußballspieler
- Hupfauf, Wolfgang (* 1961), österreichischer Fußballspieler und -trainer
- Hupfel, W. Mott III (* 1967), US-amerikanischer Schauspieler und Kameramann
- Hupfeld, Bernhard (1717–1796), deutscher Komponist und Konzertmeister
- Hupfeld, Friedrich (1869–1924), Bergassessor und Plantagenbesitzer
- Hupfeld, Gustav (1823–1897), deutscher Jurist, Mitglied des Provinziallandtages der Provinz Hessen-Nassau
- Hupfeld, Hans (1891–1952), Zeitungsredakteur in Potsdam
- Hupfeld, Herman (1894–1951), US-amerikanischer Songwriter
- Hupfeld, Hermann (1796–1866), deutscher Orientalist und Theologe
- Hupfeld, Ludwig (1864–1949), deutscher Musikinstrumentenbauer und Unternehmer
- Hupfeld, Lukas (* 1991), deutscher Schauspieler
- Hupfeld, Renatus (1879–1968), deutscher evangelischer Theologe
- Hupfeld, Willi (* 1914), deutscher Radrennfahrer
- Hupfer, Andreas (1721–1799), deutscher Gutsbesitzer und Mäzen
- Hupfer, Franz Ferdinand (1827–1896), deutscher Parlamentarier und Gutsbesitzer im Fürstentum Reuß älterer Linie
- Hupfer, Friedrich Wilhelm (1820–1908), deutscher Parlamentarier und Gutsbesitzer im Fürstentum Reuß älterer Linie
- Hupfer, Heinz (1922–1991), deutscher Schauspieler
- Hupfer, Klement (1849–1941), deutscher Politiker (Zentrum), MdL
- Hupfer, Peter (1933–2024), deutscher Meteorologe, Ozeanograph und Klimaforscher
- Hüpfner, Kurt (* 1930), österreichischer bildender Künstler

### Hupk
- Hupka, Felix (1896–1966), österreichischer Pianist, Dirigent und Musikpädagoge
- Hupka, Herbert (1915–2006), deutscher Journalist und Politiker (CDU), MdBHerbert Hupka (1915–2006)

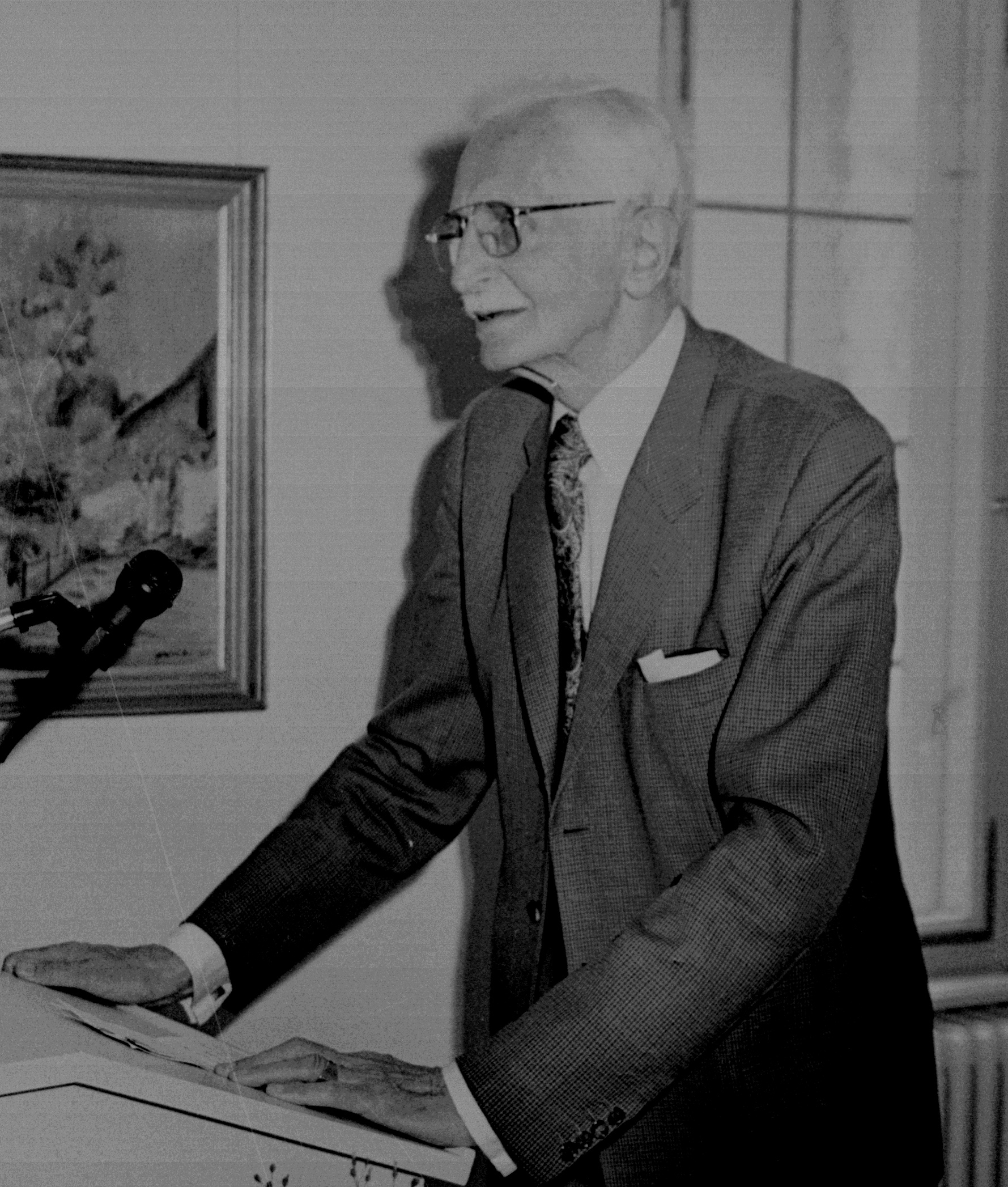
Herbert Hupka (1915–2006)

- Hupka, Heribert (* 1953), deutscher Offizier
- Hupka, Josef (1875–1944), österreichischer Rechtswissenschaftler und Universitätsprofessor
- Hupka, Karl Erich (1884–1919), deutscher Physiker, Vater von Herbert Hupka
- Hupka, Karl-Helge (* 1949), deutscher Jurist und Richter
- Hupka, Robert (* 1981), slowakischer Volleyballspieler
- Hupka, Steffen (* 1962), deutscher Rechtsextremist
- Hupke, Andreas (* 1950), deutscher Politiker (parteilos, Bündnis 90/Die Grünen), Bezirksvorsteher von Köln-Innenstadt
- Hupke, Tom (1910–1959), US-amerikanischer American-Football-Spieler
- Hupkes, Willem (1880–1965), niederländischer Widerstandskämpfer

### Hupm
- Hupmann, Sascha (1970–2020), deutscher Basketballspieler

### Hupo
- Hupond, Thierry (* 1984), französischer Radrennfahrer

### Hupp
- Hupp, Carl (1823–1906), deutscher Graveur und Medailleur sowie Koleopterologe
- Hupp, Hans Wilhelm (1896–1943), deutscher Kunsthistoriker, Autor und Kurator
- Hupp, Otto (1859–1949), deutscher Heraldiker, Schriftgrafiker, Kunstmaler und ZiseleurOtto Hupp (1859–1949)

Otto Hupp (1859–1949)

- Hüppauf, Bernd (* 1942), deutscher Kulturhistoriker
- Hüppchen, Klaus (* 1969), deutscher Handballspieler und -trainer
- Hüppe, Claus (1924–2009), deutscher Unternehmer und Mäzen
- Hüppe, Hubert (* 1956), deutscher Politiker (CDU), MdB
- Hüppe, Justin (1890–1964), deutscher Unternehmer und Mäzen
- Hüppeler, Peter (1913–1944), deutscher kommunistischer Widerstandskämpfer
- Huppelsberg, Joachim (1907–1988), deutscher Übersetzer, Essayist und Lyriker
- Huppen, Hermann (* 1938), belgischer Comiczeichner
- Huppen, Yves (* 1967), belgischer Comicautor
- Huppenbauer, Gunter (* 1942), deutscher Bauingenieur
- Huppenbauer, Markus (1958–2020), Schweizer Ethiker und Hochschullehrer
- Huppenkothen, Vanessa (* 1984), mexikanische Moderatorin, Schauspielerin und Model deutscher Herkunft
- Huppenkothen, Walter (1907–1979), deutscher NS-Verbrecher
- Hüpper, Heinrich (1886–1965), deutscher Verwaltungsjurist und Kommunalbeamter
- Hupperich, Endy (* 1967), deutscher Künstler
- Huppers, Uwe (* 1955), deutscher Schwimmer
- Huppert, Bertram (1927–2023), deutscher Mathematiker
- Huppert, Daniel, deutscher Dirigent und Hochschullehrer
- Huppert, Herbert E. (* 1943), australischer Geophysiker
- Huppert, Hugo (1832–1904), deutscher Chemiker und Mediziner
- Huppert, Hugo (1902–1982), österreichischer Lyriker, Prosaist, Essayist, Kritiker und Übersetzer
- Huppert, Isabelle (* 1953), französische Film- und Theater-SchauspielerinIsabelle Huppert (* 1953)

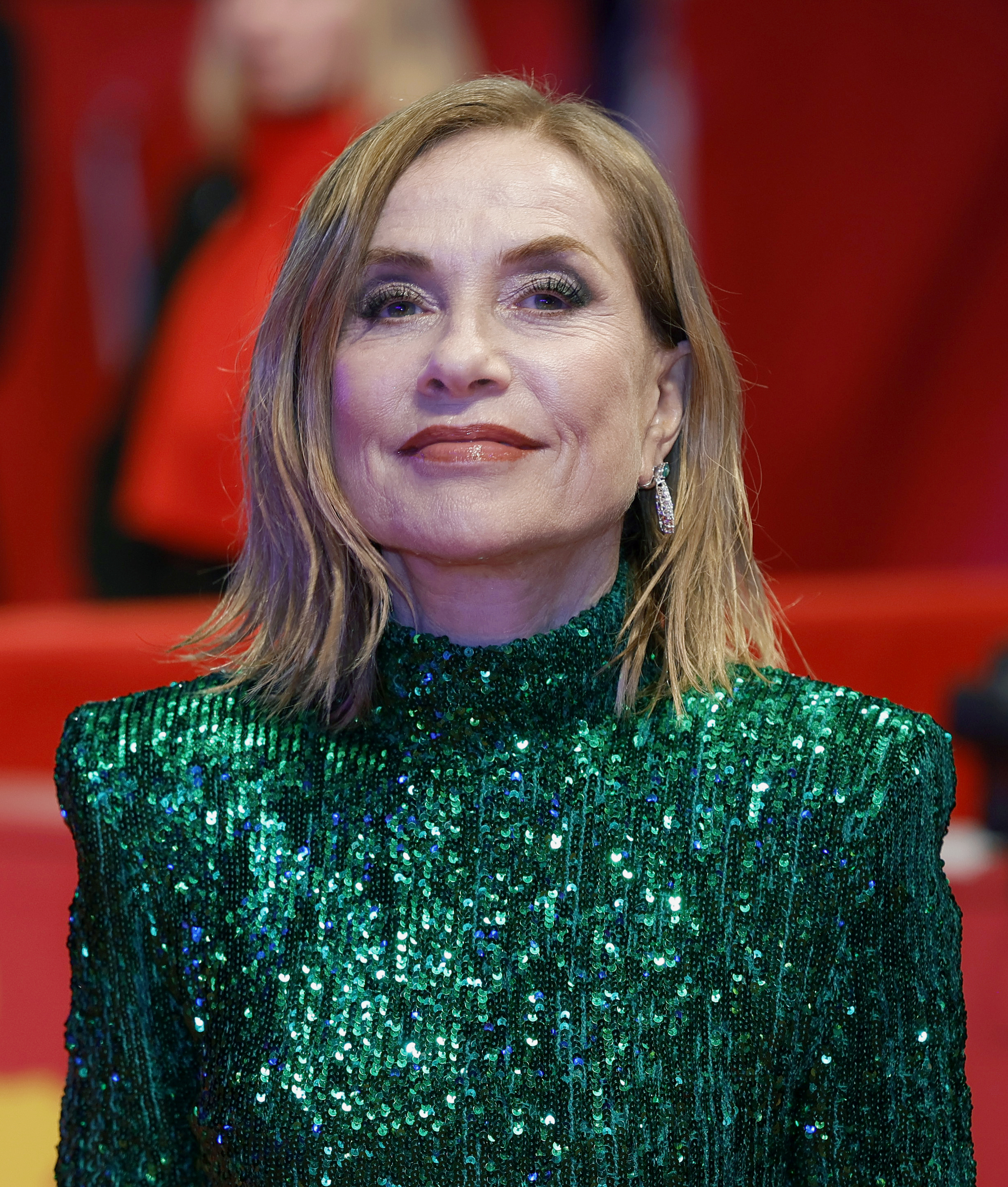
Isabelle Huppert (* 1953)

- Huppert, Rudolf (1920–1999), deutscher Fußballspieler
- Huppert, Saskia (* 1982), deutsche Schauspielerin und Sängerin
- Huppert, Ulf (1943–2019), deutscher Politiker (FDP/DPS)
- Hupperten, Pit (* 1974), deutscher Sänger, Komponist und Gitarrist
- Hupperts, Albert (1911–1974), belgischer Diplomat
- Hupperts, Paul (1919–1999), niederländischer Komponist
- Huppertsberg, Agi (1940–1999), deutscher Jazzmusiker (Piano)
- Huppertsberg, Lindy (* 1956), deutsche Jazzmusikerin
- Huppertz, Bernd (* 1958), deutscher Polizeibeamter (EPHK)
- Huppertz, Gottfried (1887–1937), deutscher Komponist
- Huppertz, Hans-Werner (* 1967), deutscher klassischer Gitarrist und Hochschullehrer
- Huppertz, Heinz (1902–1972), deutscher Jazz- und Unterhaltungsmusiker (Violine, Klavier, Orchesterleiter)
- Huppertz, Hubert (1923–1992), deutscher Leichtathlet und Hochschullehrer
- Huppertz, Hubert (* 1967), deutscher Chemiker
- Huppertz, Jolyn (* 1996), belgische Politikerin
- Huppertz, Joshua (* 1994), deutscher Radrennfahrer
- Huppertz, Julia (* 1984), deutsche Handballspielerin
- Huppertz, Karin (1894–1978), deutsche Krankenschwester und Schriftleiterin, Geschäftsführerin des Fachausschuss für Schwesternwesen in der Arbeitsgemeinschaft der freien Wohlfahrtspflege
- Huppertz, Michael (* 1953), deutscher Psychiater, Psychotherapeut und Soziologe
- Huppertz, Nikola (* 1976), deutsche Schriftstellerin
- Huppertz, Norbert (* 1938), deutscher Pädagoge und Buchautor
- Huppertz, Toni (1900–1945), deutscher Drehbuchautor und Regisseur
- Huppertz, Willy (1904–1978), deutscher Anarchist
- Hüppi, Alfonso (* 1935), Schweizer Künstler
- Hüppi, Franz (* 1888), deutscher Verwaltungsjurist und Landrat
- Hüppi, Johannes (* 1965), Schweizer Maler
- Hüppi, Matthias (* 1958), Schweizer Moderator, Sportreporter und Fußballfunktionär
- Hüppi, Michael (* 1956), Schweizer Rechtsanwalt und Sportfunktionär
- Hüppi, Mirko (* 1989), Schweizer Grasskiläufer
- Hüppi, Rudolf (* 1943), Schweizer Manager
- Hüppi, Thaddäus (* 1963), deutscher Künstler
- Hüppin, Armin (* 1960), Schweizer Politiker (SP), Landammann von Schwyz
- Huppmann, Anastasia (* 1988), russisch-österreichische KonzertpianistinAnastasia Huppmann (* 1988)

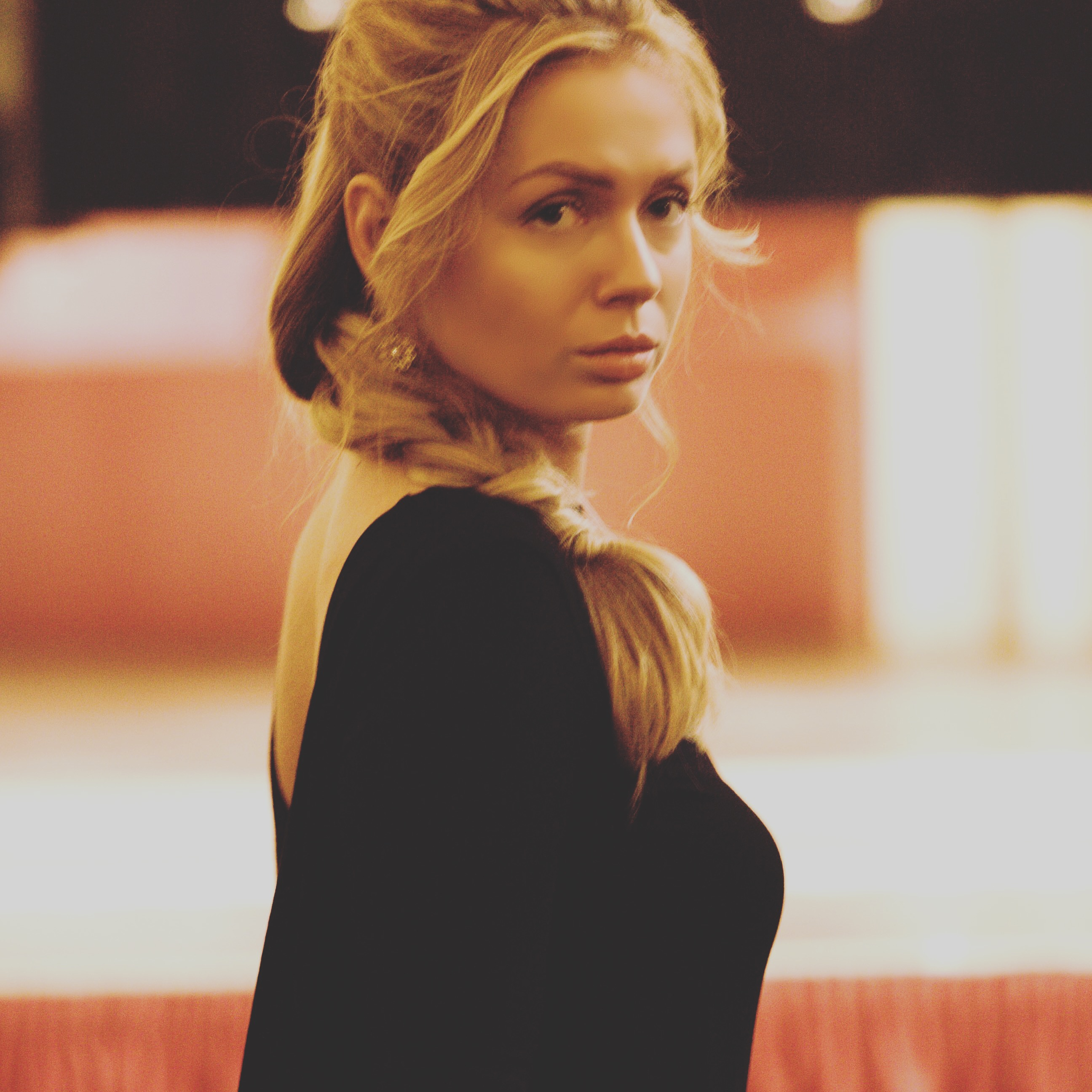
Anastasia Huppmann (* 1988)

- Huppmann, Daniel, österreichischer Geowissenschaftler
- Huppmann, Winfried Josef (1945–2016), österreichischer Pulvermetallurge
- Huppmann-Valbella, Joseph von (1814–1897), deutscher Unternehmer, Tabakfabrikant in Dresden und Sankt Petersburg
- Hüppop, Ommo (1956–2024), deutscher Biologe

### Hups
- Hüpsch, Adolf von (1730–1805), Sammler und Museumsgründer